# Ridondanza spaziale nelle immagini
La ridondanza spaziale nelle immagini è una caratteristica spesso presente nelle immagini rappresentanti diagrammi schemi o schizzi. In queste immagini si è notato che spesso i pixel adiacenti hanno colori simili o uguali. 

## Descrizione
Molti algoritmi di compressione come il run-length encoding utilizzano questa caratteristica delle immagini per ridurne la dimensione. Le prestazioni di questi algoritmi dipendono molto dalla effettiva ridondanza spaziale dell'immagine da comprimere. Per immagini con molti colori come immagini pittoriche o fotografico l'assunto non è quasi mai vero, ma per immagini con ampie aree uniformi come gli schemi tecnici, i diagrammi, eccetera, l'assunto spesso è valido. Gli algoritmi basati su questo assunto hanno normalmente il pregio di richiedere scarsa potenza di calcolo, ma forniscono quasi sempre rapporti di compressione peggiori di algoritmi avanzati come gli algoritmi alla base del formato JPEG.